# Адынь
Адынь, также Одынь (бел. Адынь) — деревня в Червенском районе Минской области. Входит в состав Смиловичского сельсовета.

## Географическое положение
Находится примерно в 32 километрах к северо-западу от райцентра, в 27 км от Минска, в 26 км от железнодорожной станции Руденск линии Минск-Осиповичи, в 1 км к северу от деревни Заполье, в районе впадения реки Вожа в Волму.

## История
На 1795 год имение, принадлежало Людвигу Тишкевичу. Позже оно вошло в состав имения рода Монюшко Смиловичи. Согласно переписи населения Российской империи 1897 года имение в Смиловичской волости Игуменского уезда Минской губернии, где насчитывался 51 житель. С февраля по декабрь 1918 года деревня была оккупирована немецкими войсками, с августа 1919 по июль 1920 — польскими. После окончательного установления советской власти имение преобразовано в деревню. На 1921 год здесь проживали 24 человека. 20 августа 1924 года деревня вошла в состав вновь образованного Корзуновского сельсовета Смиловичского района Минского округа (с 20 февраля 1938 — Минской области). 18 января 1931 года передана в Пуховичский район, 12 февраля 1935 года — в Руденский район. Согласно Переписи населения СССР 1926 года в деревне было 20 дворов, проживали 122 человека. Во время Великой Отечественной войны деревня была оккупирована немцами с конца июня 1941 года по начало июля 1944 года. В 1954 году в связи с упразднением Корзуновского сельсовета вошла в Смиловичский сельсовет. 20 января 1960 года деревня была передана в Червенский район, тогда там насчитывалось 200 жителей. В 1980-е годы Адынь входила в состав совхоза «Заветы Ильича», тогда там функционировала животноводческая ферма. По итогам переписи населения Белоруссии 1997 года в деревне насчитывалось 42 жилых дома и 72 жителя. На 2013 год 15 жилых домов, 29 жителей.

## Инфраструктура
На территории деревни находится деревообрабатывающая организация ООО «ПлотникБЕЛ».

## Население
- 1897 — 1 двор, 51 житель
- 1921 — 24 жителя
- 1926 — 20 дворов, 122 жителя
- 1960 — 200 жителей
- 1997 — 42 двора, 72 жителя
- 2013 — 6 дворов, 9 жителей[уточнить]